# Société archéologique et historique de Tarn-et-Garonne
La Société archéologique et historique de Tarn-et-Garonne est l'une des plus anciennes associations à but non lucratif du département de Tarn-et-Garonne et de la ville de Montauban.

## Historique
C'est à l'initiative de Jean-Ursule Devals (1814-1874), archiviste, paléographe, historien, collectionneur et de Fernand Pottier (1838-1922), chanoine à Montauban, que la Société archéologique et historique de Tarn-et-Garonne est créée le 6 décembre 1866, à l'occasion d'un congrès archéologique tenu à Montauban réunissant ses 25 fondateurs.
Elle est longtemps présidée par Fernand Pottier. Renaud de Vézins lui succède de 1923 à 1932.

## Objectifs et actions de la société
- La société s'intéresse à l'histoire, de la préhistoire au XXIe siècle. Elle veille aussi à la conservation du patrimoine : un trophée annuel récompense chaque année une initiative publique ou privée en ce domaine.

- Chaque mois, à la Maison de la Culture, une conférence se tient le deuxième mercredi, sauf en juillet, août et septembre ; une conférence spéciale est aussi organisée en soirée. Les sujets touchent à la fois à l'histoire, l'histoire de l'art et l'archéologique.

- En octobre, une après-midi se déroule sur le terrain. Au printemps, un voyage dans la région permet de découvrir des sites.

- Un bulletin annuel d'environ 250 pages reprend avec des illustrations, le texte des conférences ; rappelle les autres activités ; rend compte des articles et des ouvrages consacrés au Tarn-et-Garonne. On peut trouver sur la base Gallica de la Bibliothèque nationale de France : 
  - les bulletins des années 1880 (tome 8) à 1907 (tome 35) (voir)
  - les bulletins des années 1908 (tome 36) à 1957 (tome 83) (voir)
  - les bulletins des années 1958 (tome 84) à 1997 (tome 122) (voir)
  - tables méthodique et alphabétique des bulletins des années 1869 à 1909 (lire)

## Membres
Quelques membres (liste non exhaustive) :
- Émerand Forestié (1816-1900), imprimeur et historien français ;
- Théodore Olivier (1822-1899), architecte français.

## Liste des dirigeants
| Identité                          | Période         | Période           | Durée                      |
| Identité                          | Début           | Fin               | Durée                      |
| --------------------------------- | --------------- | ----------------- | -------------------------- |
| Fernand Pottier (d) (1838 - 1922) | 6 décembre 1866 | 30 mai 1922       | 55 ans, 5 mois et 24 jours |
| Renaud de Vezins (1882 - 1932)    | 16 février 1923 | 21 septembre 1932 | 9 ans, 7 mois et 5 jours   |
| Mathieu Méras (d) (1923 - 2013)   | 1966            | 1979              | 13 ans                     |
| Jean Boutonnet (d)                | années 1990     | 2002              |                            |
| Georges Passerat (né en 1949)     | 2002            |                   |                            |